# Robert Carmody
Robert John Carmody fue un boxeador estadounidense, que nació el 4 de septiembre de 1938 en Brooklyn, ciudad de Nueva York, Estados Unidos, y murió el 27 de octubre de 1967 cerca de Saigón, Vietnam.

## Carrera profesional
Participó en los XVIII Juegos Olímpicos de Verano del año 1964, donde obtuvo la medalla de bronce en la categoría peso mosca. Murió en combate durante la guerra de Vietnam.